# Country-by-Country Reporting
Il Country-by-Country Reporting (o CbCR, a volte indicato come Country-by-Country Report o CbC report) è un'iniziativa internazionale promossa dall'OCSE. Mira a stabilire uno standard di rendicontazione per le imprese multinazionali (MNE) contenente le principali informazioni fiscali, comprese le informazioni finanziarie e le informazioni sui dipendenti. Secondo le regole dell'OCSE, le informazioni devono essere scambiate tra le autorità fiscali di diversi paesi. Tuttavia, l'Unione europea ha adottato una normativa per rendere pubblica la rendicontazione paese per paese a partire dall'anno successivo al 2024.